# 石深高速动车组列车
石深高速动车组列车是中国铁路运行于河北省石家庄市至广东省深圳市间的高速动车组列车，自2012年12月26起开行，由北京局集团石家庄客运段高铁一队担任客运乘务，列车全程运行2119公里，途经河北省、河南省、湖北省、湖南省、广东省五省。其中石家庄站至深圳北站运行9小时20分，使用车次为G341次；深圳北站至石家庄站运行9小时24分，使用车次为G342次。

## 历史
- 2012年12月26日：因应全国铁路系统调整运行图和京广客运专线全线贯通，北京铁路局增开石家庄站往返广州南站的高速动车组G531/532次[1]。
- 2014年4月26日，全国范围内开始新一轮的调图，原G531/532次高速动车组由广州南站延长至深圳北站始发终到[2]。
- 2022年6月20日，全国铁路实施新的列车运行图，G531/532次改为G341/342次[3]。

## 使用列车

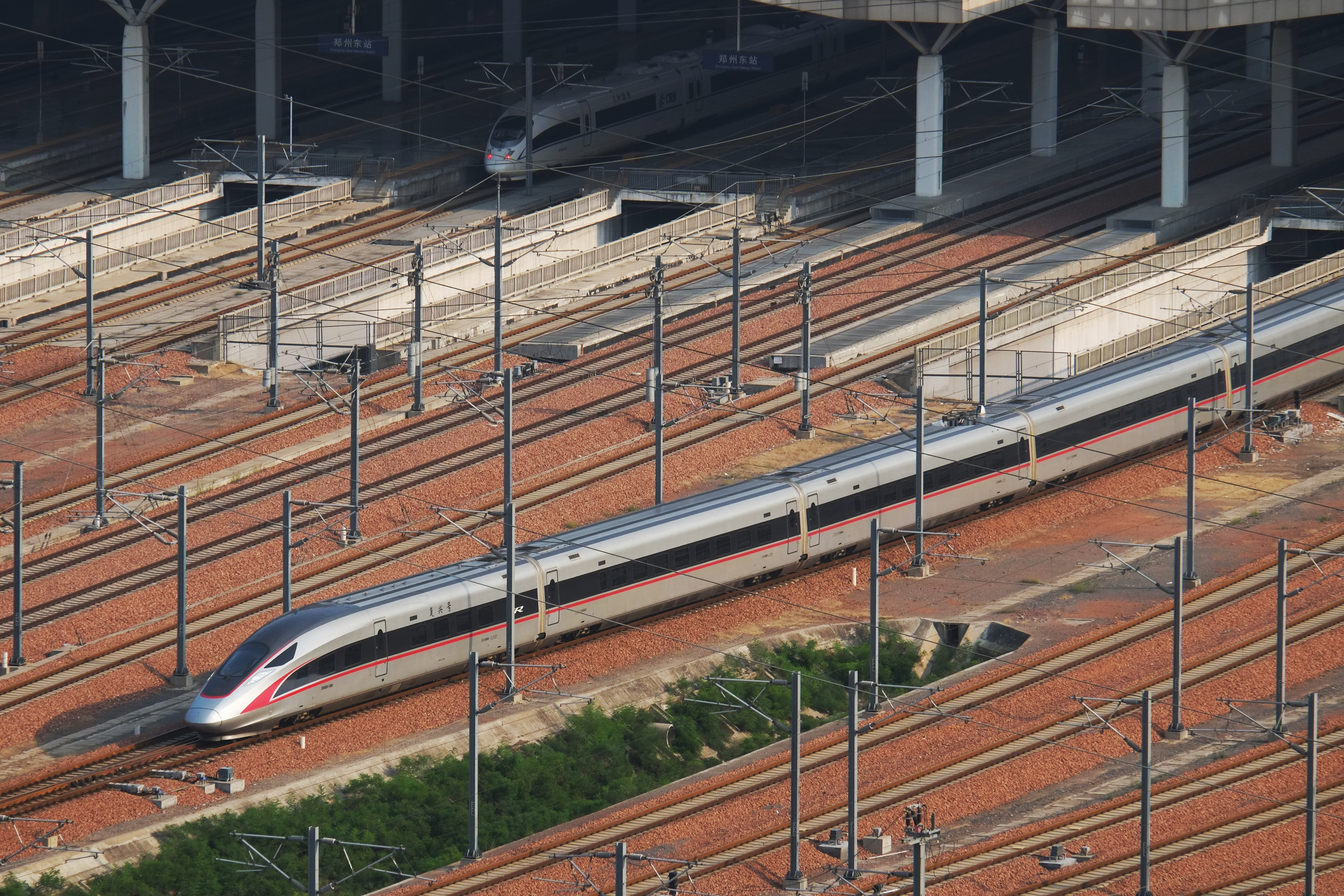
复兴号CR400AF型电力动车组担当的G532次驶出郑州东站

G341/342次列车使用配属于北京局集团石家庄动车运用所的CRH380AL。

## 车体交路
出库→石家庄开G341至深圳北→深圳北开G6024至衡阳东→衡阳东站过夜→衡阳东开G6023至深圳北→深圳北开G342至石家庄→回库。

## 其他行驶石家庄与深圳间的过路车次
每天运行于石家庄与深圳间的高速列车约为6对。
- 津港高速动车组列车：G305/306次（1对）
- 京港高速动车组列车：G79/80次（1对）
- 京港卧铺高速动车组列车：G897/898次（1对）
- 京粤高速动车组列车 (北京到深圳)：G81/82次、G335/336次（2对）